# Tócóvölgy vasútállomás
Tócóvölgy vasútállomás (1990-ig Debrecen–Vásártér) egy Hajdú-Bihar vármegyei vasútállomás, Debrecen településen, a MÁV üzemeltetésében. Az 1991-es nyomvonal-korrekció során felhagyott egykori Debrecen-Vásártér állomás helyett épült. (Debrecen-Vásártér romossá vált felvételi épületét 1999-ben bontották el.)
A belvárostól nyugatra helyezkedik el, közúti elérését csak városi, önkormányzati utak biztosítják.

## Vasútvonalak
Az állomást az alábbi vasútvonalak érintik:
- Debrecen–Füzesabony-vasútvonal
- Debrecen–Tiszalök-vasútvonal

## Kapcsolódó állomások
A vasútállomáshoz az alábbi állomások vannak a legközelebb:
- Debrecen vasútállomás (Debrecen–Füzesabony-vasútvonal)
- Józsa megállóhely (Debrecen–Tiszalök-vasútvonal)
- Kismacs megállóhely (Debrecen–Füzesabony-vasútvonal)

## Megközelítés tömegközlekedéssel
- Busz:  43

## Forgalom
| Járat        | Útvonal | Gyakoriság                          |
| ------------ | --- | ----------------------------------- |
| személyvonat | Debrecen – Tócóvölgy – Kismacs – Macs Ipari Park mh. – Nagyhát – Balmazújváros – Kónya – Hortobágy – Hortobágyi Halastó – Ohat-Pusztakócs – Egyek – Tiszafüred – Poroszló – (Kétútköz –) Egerfarmos – Mezőtárkány – Füzesabony | 2 óránként                          |
| személyvonat | Debrecen – Tócóvölgy – Kismacs – Macs Ipari Park mh. – Nagyhát – Balmazújváros – Kónya – Hortobágy (– Hortobágyi Halastó – Ohat-Pusztakócs – Egyek – Tiszafüred)                                                               | Napi 4 pár                          |
| személyvonat | Tiszafüred → Egyek → Hortobágy → Balmazújváros → Tócóvölgy → Debrecen | Munkanapokon 1 Debrecen felé        |
| személyvonat | Tiszalök – Szorgalmatos – Egyházerdő – Tiszavasvári – Tedej – Hajdúnánás-Vásártér – Hajdúnánás – Hajdúdorog – Hajdúvid – Hajdúböszörmény – Zelemér – Hajdúszentgyörgy – Józsa – Tócóvölgy – Debrecen                           | 2 óránként                          |
| személyvonat | Tiszalök → Szorgalmatos → Egyházerdő → Tiszavasvári → Tedej → Hajdúnánás-Vásártér → Hajdúnánás → Hajdúdorog → Hajdúvid → Hajdúböszörmény → Zelemér → Hajdúszentgyörgy → Józsa → Tócóvölgy → Debrecen → Vámospércs → Nyírábrány | Munkanapokon napi 1 Nyírábrány felé |